# Nová Lhota (district de Hodonín)
Nová Lhota (en allemand : Neu Lhotta) est une commune du district de Hodonín, dans la région de Moravie-du-Sud, en Tchéquie. Sa population s'élevait à 656 habitants en 2020.

## Géographie
Nová Lhota se trouve à la frontière slovaque, à 12 km au nord-ouest de Stará Turá (Slovaquie), à 35 km à l'est de Hodonín, à 82 km à l'est-sud-est de Brno et à 266 km au sud-est de Prague.

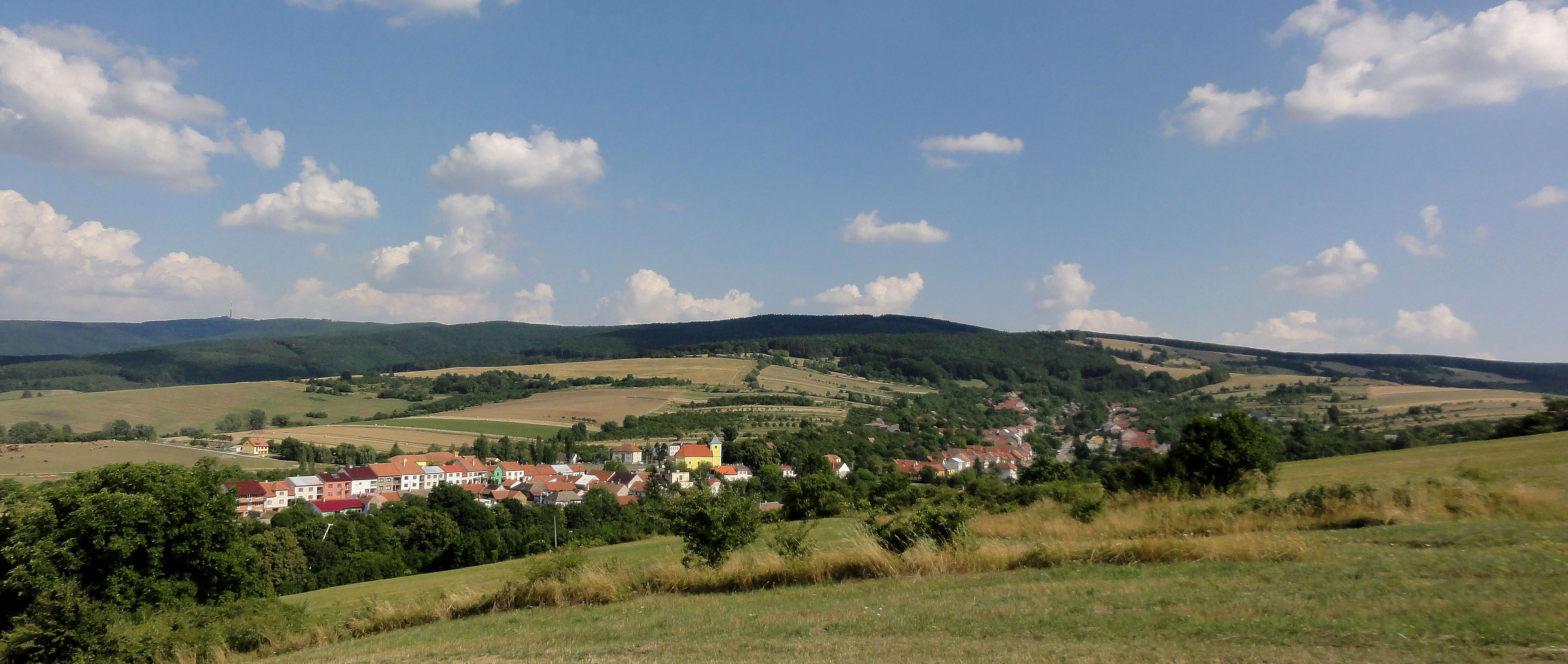
Vue générale de Nová Lhota.

La commune est limitée par Suchov au nord, par Strání à l'est, par la Slovaquie au sud, par Javorník à l'ouest et par Velká nad Veličkou au nord-ouest.

## Histoire
La première mention écrite du village date de 1598.